# Nieuw Statendam
Die Nieuw Statendam ist ein Kreuzfahrtschiff der Pinnacle-Klasse, das von Holland-America Line (HAL), einer Tochtergesellschaft der Carnival Corporation & plc, betrieben wird. Der Name des Schiffes spielt auf die fünf vorherigen Schiffe in der HAL-Flotte namens Statendam an.

## Geschichte
Das Schiff wurde auf der italienischen Werft Fincantieri gebaut und ist das zweite von drei Schiffen der Pinnacle-Klasse nach der 2016 gebauten Koningsdam und vor der 2021 gebauten Rotterdam. Der Bau des Schiffes begann mit dem ersten Stahlschnitt im Juli 2016. Die Kiellegung fand am 20. März 2017, das Aufschwimmen im Baudock am 6. Dezember 2017 statt.
Es wurde am 29. November 2018 an HAL geliefert und nahm im folgenden Monat den Betrieb auf.

## Daten und Ausstattung
Die Nieuw Statendam wird dieselelektrisch über zwei Wärtsilä-Propellergondeln mit ABB-Elektromotoren mit 14 MW (19.000 PS) Leistung angetrieben. Das Schiff erreicht eine Reisegeschwindigkeit von etwa 18 Knoten (33 km/h) und eine Höchstgeschwindigkeit von rund 22 Knoten (41 km/h). Die Generatoren für die Stromerzeugung werden von vier MaK-Motoren des Typs 12V43C mit jeweils 12,6 MW (16.900 PS) Leistung, insgesamt also 50,4 MW (67.600 PS), angetrieben. Zwei der vier Motoren sind mit Scrubbern zur Abgasnachbehandlung ausgestattet.
Das Schiff verfügt über elf Passagierdecks. Es ist mit sechs Tender- und 14 Rettungsbooten von Hatecke ausgerüstet, die jeweils über eine Kapazität von 150 Passagieren verfügen.